# Goldeen
Goldeen (japanski: トサキント Tosakinto) jedan je od 1025 fiktivnih vrsta Pokémona iz medijske franšize Pokémon, skupa Pokémon videoigara, animiranih serija, manga stripova, knjiga, igraćih karata i drugih medija kojima je tvorac Satoshi Tajiri. Svrha je Goldeena u videoigrama, animiranoj seriji i manga stripovima, kao i svrha ostalih Pokémona, borba s divljim Pokémonima – neukroćenim stvorenjima koje igrači i likovi pronalaze dok kreću na razne avanture – i pripitomljenim Pokémonima drugih Pokémon trenera.

## Etimologijaimena
Ime Goldeen kombinacija je engleskih riječi "gold" = zlato, donoseći se na njegovu sličnost s zlatnim ribicama, i "queen" = kraljica, odnoseći se na njegov nadimak Vodene kraljice. 
Japansko je ime kombinacija japanskih riječi "sakana" = riba, i "kin" = zlato. U prvotnoj beta verziji, njegovo je ime bilo poznato kao Goldy.

## Pokédex podaci
- Pokémon Red/Blue: Repna peraja ovog Pokémona nadima se poput elegantne dvoranske haljine, po čemu je dobio nadimak Vodena kraljica.
- Pokémon Yellow: U vrijeme mriještenja, može ih se vidjeti kako plivaju uzvodno u velikim skupinama.
- Pokémon Gold: Njegove leđne, prsne i repne peraje elegantno se nadimaju dok se nalazi u vodi. Zbog ove ga odlike često poznavaju kao vodenog plesača.
- Pokémon Silver: Snažan plivač koji je sposoban nezaustavljivo plivati uzvodno postojanom brzinom od pet čvorova.
- Pokémon Crystal: Tijekom sezone mriještenja, elegantno plivaju u vodi, tražeći savršenog partnera.
- Pokémon Ruby: Goldeen je prekrasan Pokémon s perajama koje se elegantno nadimaju u vodi. Ipak, izgled ovog Pokémona zavarava – sposoban je snažno napasti svojim rogom.
- Pokémon Sapphire: Goldeen obožava bezbrižno i slobodno plivati kroz rijeke. Ako se pronađe u akvariju, iskoristit će svoj snažan rog i probiti i najdeblje staklo kako bi pobjegao.
- Pokémon Emerald: Tijekom proljeća, moguće je vidjeti jata Goldeena kako plivaju uzvodno. Sposoban je stvoriti goleme štete svojim rogom.
- Pokémon FireRed: Njegove su leđne i prsne peraje veoma su razvijene poput mišića. Sposoban je plivati brzinom od pet čvorova.
- Pokémon LeafGreen: Repna peraja ovog Pokémona nadima se poput elegantne dvoranske haljine, po čemu je dobio nadimak Vodena kraljica.
- Pokémon Diamond/Pearl: Elegantno pliva nadimajući svoje peraje poput haljine. Njegova pojava nalikuje kraljici.

## U videoigrama
Goldeen je jedan od najčešćih Pokémona kojeg je moguće pronaći u divljini; može ga se uhvatiti u svim Pokémon videoigrama RPG naravi, najčešće plivajući i pecajući u odvojenim vodenim površinama.
Goldeen ima dobar Attack, Defense i Speed status za Elemenatrnog Pokémona, čineći ga jednim od Pokémona kojeg je lako trenirati do 33. razine, kada se razvija u Seakinga. 
Goldeenovo je glasanje unutar videoigara prilično slično Caterpievom. Sličan je slučaj s mnogim Pokémonima prve generacije. Razlog zašto nije poznat.

## Tehnike
| Prirodne tehnike            | Prirodne tehnike | Prirodne tehnike |
| --------------------------- | ---------------- | ---------------- |
| Tehnika                     | Vrsta tehnike    | Razina           |
| Kljucanje (Peck)            | Normalni         |                  |
| Zamah repom (Tail Whip)     | Normalni         |                  |
| Igra u vodi (Water Sport)   | Vodeni           |                  |
| Nadzvučna (Supersonic)      | Normalni         | 7                |
| Napad rogom (Horn Attack)   | Normalni         | 11               |
| Vodeni puls (Water Pulse)   | Vodeni           | 17               |
| Mlatilo (Flail)             | Normalni         | 21               |
| Vodeni prsten (Aqua Ring)   | Vodeni           | 27               |
| Bijesni napad (Fury Attack) | Normalni         | 31               |
| Vodopad (Waterfall)         | Vodeni           | 37               |
| Bušenje rogom (Horn Drill)  | Normalni         | 41               |
| Okretnost (Agility)         | Psihički         | 47               |
| Mega rog (Megahorn)         | Buba             | 51               |

## Statistike
| HP:      | 45 |  |
| Attack:  | 67 |  |
| Defense: | 60 |  |
| Special: | 50 |  |
| SpAtk:   | 35 |  |
| SpDef:   | 50 |  |
| Speed:   | 63 |  |

Statistika Special korištena je samo tijekom prve generacije; kasnije je podijeljenja na Special Attack i Special Defense statistike.

## U animiranoj seriji
Misty, trenerica Vodenih Pokémona i Ashova prijateljica i nekadašnja pratiteljica, posjeduje Goldeena, pa je kao takav imao mnoga pojavljivanja u Pokémon animiranoj seriji, kao i u kratkometražnom filmu Pikachu's Vacation. 